# Sørensenskjera
Sørensenskjera är en kulle i Antarktis. Den ligger i Östantarktis. Norge gör anspråk på området. Toppen på Sørensenskjera är 1 343 meter över havet.
Terrängen runt Sørensenskjera är platt västerut, men österut är den kuperad. Terrängen runt Sørensenskjera sluttar norrut. Trakten är obefolkad. Det finns inga samhällen i närheten.